# 诺基亚5610 XpressMusic
諾基亞5610是諾基亞所推出的一款音樂手提電話，於2007年第四季推出市場。
其外殼有藍色和紅色兩種，包括三百萬像素的照相機，和多項支援音樂功能。

## 特點
- 獨一無二的Music Slider Key，配合滑動式介面，一撥即啟動音樂
- 特效音樂晶片提供高清晰Hi-Fi質素音效
- 支援3G視像對話及高速下載
- 320萬像素自動對焦相機，備有雙LED閃燈
- 以多媒體為中心的尖端設計，配備2.2" 防刮花屏幕

## 外部連結
- 诺基亚 5610 (官方介紹)